# 14612 Іртиш
14612 Іртиш (14612 Irtish) — астероїд головного поясу, відкритий 18 вересня 1998 року.
Тіссеранів параметр щодо Юпітера — 3,187.